# Psylla tayulinensis
Psylla tayulinensis är en insektsart som beskrevs av Yang 1984. Psylla tayulinensis ingår i släktet Psylla och familjen rundbladloppor. Inga underarter finns listade i Catalogue of Life.